# سارا باقری
سارا باقری (زادهٔ ۷ دی ۱۳۷۴) بازیگر سینما، تلویزیون، تئاتر و گوینده اهل ایران است. وی فعالیت هنریش را با تئاتر شروع کرد و  پس از آن در سریال‌های شبکه استانی گیلان بازی کرد. او با بازی در مجموعه تلویزیونی افرا (۱۴۰۰) شناخته شد.

## زندگی
سارا باقری در ۷ دی سال ۱۳۷۴ در خانواده ای ۴ نفره در استان گیلان متولد شد. او از سن ۷ سالگی فعالیت‌های هنریش را با اجرا در رادیو و تئاتر آغاز کرده است. همچنین وی یک خواهر دارد که دوبلور و گریمور است، مادر وی نیز در حرفه دوبله و گویندگی رادیو فعال است و پدرش کارگردان است که بیشتر فعالیت‌های وی زیر نظر پدرش بوده است.
خانواده اش در رشت زندگی می‌کنند ولی وی از ۱۸ سالگی به تهران آمده است.

## جوایز
- جایزه بازیگری اول زن جشنواره فجر برای رادیو و تئاتر در سال ۸۲
- جایزه بهترین بازیگر جشنواره تولیدات مراکز استان‌ها و گوینده برتر استان‌ها در سال ۸۶[۱]

## فیلم‌شناسی

### مجموعه تلویزیونی
| سال تولید | نام مجموعه تلویزیونی | کارگردان          | شبکه             |
| --------- | -------------------- | ----------------- | ---------------- |
| ۱۳۹۷      | کوبار                | فریدون حسن پور    | شبکه دو          |
| ۱۳۹۸      | ملکاوان              | احمد معظمی        | شبکه آی فیلم     |
| ۱۳۹۸      | هیولا                | مهران مدیری       | شبکه نمایش خانگی |
| ۱۴۰۰      | افرا                 | بهرنگ توفیقی      | شبکه یک          |
| ۱۴۰۱      | خداداد               | علی غفاری         | شبکه دو          |
| ۱۴۰۳      | تانک خورها           | پرویز شیخ‌طادی     | شبکه سه          |
| ۱۴۰۳      | مرهم                 | محمدرضا آهنج      | شبکه دو          |
| ۱۴۰۴      | لمندگان              | محمدصادق بکتاشیان | شبکه دو          |

### سینمایی
| سال تولید | نام فیلم | کارگردان        |
| --------- | -------- | --------------- |
| ۱۳۹۸      | خون بها  | حامد علیزاده    |
| ۱۳۹۹      | سوگند    | محمد حسین حقیقت |